# 공작동남비
〈공작동남비〉(孔雀東南飛)는 6조 초기의 작품으로 전해지는 장편 서사시이다. 작가는 알 수 없다.
원래 제목 〈고시위초중경처작〉(古詩爲焦仲卿妻作)이나, 그 처음의 한 구절을 따서 〈공작동남비〉라고 불린다. 며느리는 시어머니에게 시달리고 그 남편은 아내를 감싸는 순수한 부부의 애정을 노래하는 아름다운 비극으로서, 실제 있었던 이야기인 것 같다. 때는 후한 말 건안 연간(196-220)에 여강부(廬江府)의 말단관리 초중경(焦仲卿)과 그의 아내 유난지(劉蘭芝)는 중경의 어머니에 의해 강제로 이별당한다. 아내는 친정으로 돌아가지만 친정에서는 재혼을 강요하므로 투신자살한다. 남편 중경도 이 소식을 듣고 목을 매어 죽는다.  전편 353구(1765字)에 걸친 장시로서 당시 가정의 공통된 문제를 다루었고, 그 묘사는 평이하고 성실하며, 특히 대화 부분에는 자상하고 생생한 심정이 잘 묘사되어 당시로서는 유례가 없는 짜임새를 보였고, 〈목란사〉(木蘭辭)와 함께, 현재에 이르기까지 널리 사람들의 입에 오르내리며, '경극(京劇)'이나 기타 여러 가지 형식으로 각색되어 있다.

## 출전
- 서릉, 《옥대신영》 권1, 고시위초중경처작(古詩爲焦仲卿妻作)